# Juan Francisco Pacheco
Juan Francisco Antonio Alonso María José Domingo Pacheco y Téllez-Girón, spesso italianizzato in Giovan Francesco Paceco e noto per il suo titolo di duca di Uzeda (Madrid, 8 giugno 1649 – Vienna, 25 agosto 1718), è stato un nobile spagnolo.
Fu viceré di Sicilia dal 1687 al 1696. Dovette fare fronte al terremoto del Val di Noto del 1693, inviando in sua rappresentanza Giuseppe Lanza, duca di Camastra, perché accertasse l'entità dei danni e preparasse la ricostruzione.

## Biografia
Sposò nel 1677 Isabel María de Sandoval y Girón Duchessa di Uceda (italianizzato Uzeda) e acquistò il titolo di duca per maritali nomine. Era anche Conte di Montalbano, Marchese di Belmonte, Marchese di Menas Albas, Signore degli stati di Galues e Gumela.
Capitano generale di Regno di Galizia nel 1682, e in seguito anche del Regno di Sicilia, fu nominato viceré di Sicilia da Carlo II nel 1687. Lo restò fino al 1696 quando fu inviato come ambasciatore di Spagna a Roma. Si adoperò nel 1693 nella ricostruzione del Val di Noto dopo il disastroso terremoto che sconvolse la Sicilia orientale.
Fu decorato dell'Ordine del Toson d'oro; gentiluomo di camera del re di Spagna, fu Tesoriere perpetuo delle Reali Casse della Moneta di Madrid.
Durante la guerra di successione spagnola prima sostenne Filippo V di Spagna, ma si avvicinò agli Austriaci e a Carlo d'Asburgo nel 1710, e visse gli ultimi anni della sua vita a Vienna.